# 8th Fighter Wing
Le 8th Fighter Wing (8th FW, 8e Escadre de chasse), est une unité de chasse des Pacific Air Forces de l'United States Air Force basée à Kunsan Air Base en Corée du Sud depuis septembre 1974.